# 善久 (新潟市)
善久（ぜんく）は、新潟県新潟市西区の町字。郵便番号は950-1102。

## 概要
1948年（昭和23年）から現在までの大字。信濃川の左岸に位置する。もとは曽野木村楚川新田西楚川の一部で、黒埼村に編入と同時に善久に改称した。

### 隣接する町字
北から東回り順に、以下の町字と隣接する。
- 山田
- 鳥原

※ 信濃川を挟んで俵柳、楚川と隣接。中ノ口川を挟んで鷲ノ木新田と隣接。

## 歴史
西楚川新田（にしそがわしんでん）
江戸時代から1876年（明治9年）までの新田名。信濃川下流左岸、山田島の南端に位置する。1637年（寛永14年）に開発され、西曽川新田とも書く。

### 年表
- 1876年（明治9年） : 合併により楚川新田の一部となる。
- 1889年（明治22年）4月1日 : 合併により曽野木村の大字楚川新田となる。
- 1948年（昭和23年）7月1日 : 西蒲原郡黒埼村に編入と同時に善久に改称。
- 2001年（平成13年）1月1日 : 合併により新潟市の大字となる。
- 2007年（平成19年）4月1日 : 新潟市の政令指定都市移行により、西区の大字となる。

## 世帯数と人口
2018年（平成30年）1月31日現在の世帯数と人口は以下の通りである。
| 大字 | 世帯数  | 人口    |
| ---- | ------- | ------- |
| 善久 | 880世帯 | 2,126人 |

## 小・中学校の学区
市立小・中学校に通う場合、学区は以下の通りとなる。
| 番地 | 小学校             | 中学校             |
| ---- | ------------------ | ------------------ |
| 全域 | 新潟市立山田小学校 | 新潟市立黒埼中学校 |

## 主な企業・施設
- 国土交通省 新潟国道事務所 黒埼維持出張所
- ホテルルートイン新潟西インター

## 交通
- 国道8号
- 新潟県道2号新潟寺泊線